# Eduardo Jorge Pereira
Eduardo Jorge Caldas Pereira GCIH • GOMM (Baturité, 3 de outubro de 1942) é um administrador e economista brasileiro filiado ao Partido da Social Democracia Brasileira (PSDB). Foi ministro-chefe da Secretaria-Geral da Presidência da República durante o governo Fernando Henrique Cardoso.

## Biografia
Formado em Economia pela Universidade de Brasília (UnB), possui mestrado em administração pública na Universidade do Estado de Nova Iorque em Albany. Como funcionário concursado do Senado Federal, Eduardo Jorge foi indicado pelo presidente do Senado, Petrônio Portella, em 1970, para fazer a coordenação da implantação do Prodasen – Centro de Processamento de Dados do Senado. Dirigiu Prodasen até 1982, quando foi demitido por pressão do então senador Itamar Franco.
Em 1983, passa a trabalhar no gabinete do então senador Fernando Henrique Cardoso – à época, ainda filiado ao PMDB. Na Assembléia Constituinte de 1987-88, EJ, teve um papel de destaque como redator das emendas apresentadas por Fernando Henrique. Acompanhou FHC até quando este tornou-se o Presidente da República, assumindo a Secretaria-Geral da Presidência. Permaneceu no cargo até abril de 1998, ao deixar os cargos que exercia no governo.
Em março de 1995, Jorge foi admitido por FHC à Ordem do Mérito Militar no grau de Grande-Oficial especial. Em 1997, foi admitido pelo presidente Jorge Sampaio de Portugal à Grã-Cruz da Ordem do Infante D. Henrique.
Eduardo Jorge foi sistematicamente acusado de fazer tráfico de influência em seus tempos de secretário-geral de Fernando Henrique Cardoso (1995-98). Teve seu sigilo fiscal e bancário violados em 2009 por um funcionário da Receita Federal ligado ao PT. O caso veio à tona durante as eleições presidenciais de 2010 juntamente com outras acusações de quebra de sigilo, inclusive da filha e do genro do então candidato José Serra (PSDB). Para Dilma Rousseff, esse foi um dos motivos que evitaram sua vitória no 1° turno das eleições, em 3 de outubro.
Atualmente, é o vice-presidente executivo do PSDB – partido que ajudou a fundar, em junho de 1988 – na IX Comissão Executiva Nacional eleita em 23 de novembro de 2007.